# Българска литература
Българска литература наричаме литературата, писана на български език от времето на неговото възникване като книжовен език до наши дни. Изследователите я разделят на няколко периода, като границите между тях са
условни, а и дискусионни.
NB! Всички налични статии за български писатели и поети могат да бъдат намерени в Категория:Български поети и в Категория:Български писатели. По-долу са изброени само избрани имена на български автори.

## Периодизация

### Старобългарска литература (9 век – 18 век)
Основна статия: Старобългарска литература.

Това е началният период на българската литература, който обхваща периода IX-XVIII в., някои изследователи разглеждат и по-ранни явления и текстове, писани на други езици или с други азбуки и знаци. Тя се разпространява в ръкопис и се разграничава и дори съзнателно се противопоставя на устната словесност (фолклора), за който може да се съди само по косвени данни и по-късни записи. Постепенно се очертават три големи слоя в българската средновековна словесност: висока религиозна книжнина, ниска (народна) литература и устна (фолклор).
Старата българска литература е предимно преводна, но съществуват и оригинални произведения. Всъщност през Средновековието, особено в по-ранните му периоди институцията на автора не е изградена и трудно може да се разграничи доколко един текст е авторски, превод или преработка на по-ранен текст. Много от произведенията не са подписвани, при други по-късни преписващи са пропускали или променяли името на първоначалния автор. Книжовниците имат амбицията да следват големите образци, а не толкова да създадат нещо оригинално и непознато.
Средновековната книжнина е пряко свързана с християнската религия и нейния ритуал. Важно разграничение в рамките на религиозната книжнина е делението на канонична (призната от църквата) и апокрифна литература, към която се отнасят и книгите на еретиците, на първо място – богомилите. Книгите на еретиците са забранявани със специални законодателни актове (индекси) и поради това са запазени в малко екземпляри. За тях се съди главно по полемичните антиеретически писания.
Успоредно с религиозната книжнина се развива и светска, която е по-ограничена и има историографски, правен, естественонаучен характер. Средновековната книжнина е литература в един специфичен смисъл, различен от представите, изградени в Новото време. Основните жанрове на старобългарската литература са житието, похвалното слово и пр. Съществуват и отделни естественонаучни трудове, главно преводни. Важен, макар и не особено богато разработен дял е историческата книжнина, при която също доминират преводните текстове.
Сравнително по-разгърнати са различни други повествователни текстове, определяни и като белетристика. Една част от тях имат религиозен характер, напр. т.нар. патерични разкази, а други – светски – напр. преводите на Александрията.
Изследователите говорят и за старобългарска поезия и разграничават два нейни типа – декламационна и песенна. Към втория тип се отнася и най-богато развития жанр религиозен химн.
Началото на старата българска литература се свързва с делото на Кирил и Методий и техните оригинални и преводни произведения, сред които основно място заема превода на Библията. След смъртта им в българските земи пристигат техните ученици, които създават Преславската книжовна школа и Охридската книжовна школа. Друго важно явление в средновековната българска литература е Търновската книжовна школа, средищна фигура в нея е патриарх Евтимий. Последното значително средновековно книжовно явление е Софийската книжовна школа от ХVI в.
След падането на България под османска власт и особено след отнемането на църковната независимост българската литература губи поддръжката на държавата и на църквата и се променя значително. Рязко намаляват текстовете от високите жанрове, увеличава се дялът на народната (включително и апокрифна) книжнина, както и на фолклора.
Основни автори:
- Владислав Граматик
- Григорий Цамблак
- Димитър Кантакузин
- Киприан (митрополит)
- Кирил и Методий
- Константин Костенечки
- Матей Граматик
- Поп Пейо
- Константин Преславски
- Наум Преславски
- Черноризец Храбър
- Климент Охридски
- Поп Йеремия
- Йоан Екзарх
- Йоасаф Бдински
- Презвитер Козма

Други теми:
- Апокрифи

### Нова българска литература
Новата българска литература е литературата след Паисий Хилендарски .

#### През Възраждането (18 век – 19 век)
Основна статия: Българска литература през Възраждането
Виж още: Възраждане, Ренесанс, Възраждането: Стремеж и борба за независимост, Просвещение
Възраждането е важен период в българската гражданска, културна и литературна история, това е периода през ХVІІІ и ХІХ в., то означава прехода от средновековното общество и характерната му култура към ново модерно общество, към изграждането на една нова култура. Възраждането отразява етап на духовен подем за българската нация, на стопанско развитие – развитие на занаятите и търговията, поставянето на основите на българското образование и образователна система, наука и т.н. Този преход към модерното, който се осъществява постепенно, но в същото време бързо, отразява развитието в западното общество през епохата на ренесанса, макар и с известно закъснение. Възрожденските процеси сред българите се развиват по-късно не само спрямо западноевропейските страни (Италия, Франция, Англия, Германия), но и спрямо по-близки народи – Дубровник, Гърция. Относителното закъснение, така нареченото закъсняло-ускорено развитие е главната особеност на Българското възраждане, от която до голяма степен произтичат и останалите.
По-късната поява на Възраждането сред българите е свързана със завладяването на българската държава от Османската империя. Това довежда до унищожаване на аристокрацията и държавните и културните институции на България, до рязко свиване на високата култура, до упадък на образованието и разпадане на единството на обществения живот. Към това може да се прибави и липсата на ренесансови импулси сред османците. В допълнение към това роля играе и преместването на основните европейски търговски пътища от Средиземно море към Атлантическия океан, което поставя Балканите за известен период в периферията на европейския икономически живот.
Трети кръг от причини са тези от религиозно естество, и които произтичат от различието между католицизъм и православие. Самите ренесансови процеси възникват първоначално сред католиците, едва по-късно сред протестантите, и сравнително по-трудно се разпространяват сред православните християни, които са настроени подозрително към всичко, което по някакъв начин е свързано с католицизма. [необходимо е уточнение]
За възникването на ренесансовия процес са необходими някои условия, наричани още фактори на Българското възраждане. По традиция обновителните процеси на Балканите през този период се свързват с икономическите и социалните промени в Османската империя, която губи военна мощ и е принудена да се отвори към Европа в икономическо и културно отношение, бавно и неохотно да възприеме стоковото производство и разгръщането на търговията. Това довежда до развитие на градовете и свързания с тях градски бит и градска култура, съдейства за разгръщане на контактите с другите европейски народи в сферата на образованието и културата.
Чуждите влияния също са разглеждани като един от факторите на Българското възраждане.
По време на Българското възраждане се разгръщат някои от основните процеси, познати от Европейския ренесанс. В обществото започват да се налагат белезите на капитализма, променя се съотношението между градската и селската култура, като градската разширява сферата на своето влияние. Доминиращата позиция на религията и религиозния светоглед е разклатена и оспорена от налагащите се светски възгледи за света и насочването към модерната наука. С известни уговорки и в българското общество може да се открие характерната за Ренесанса секуларизация, преминаването от теоцентризъм към антропоцентризъм и особено към национално самоосъзнаване. Това ще рече, че се извършват мирогледни промени, според които светът се осмисля преди всичко чрез понятията за ценността на отделната човешка личност и народността, а не на бога и религията. Средновековният универсализъм се разпада и бива заменен от поставяне на акценти върху различни по-малки цялости, на първо място – нововъзникващите нации.
И сред българите се изгражда нов тип личност, жадна да опознае света и да изпита всичко, което светът може да предложи и разкрие. Наистина при българските условия трудно може да се разгърнат в пълна мяра титанизмът, индивидуализмът, енциклопедичните интереси и крайностите, характерни за големите фигури на Европейския ренесанс, но подобни стремежи реално се създават и осъществяват, особено в контраст с предишните векове.
Отличителна особеност на Възраждането сред балканските народи е преплитането на ренесансови и просвещенски тенденции и особености. Думата „просвещение“ има две значения, които са свързани и имат цялостно значение за възрожденските процеси в България.
Едното значение е свързано с просветата – училища, учебници и пр., то е свързано с мястото, което се отрежда на науката в Просвещението, а именно на интелектуалното развитие е отдадено основно значение, а другото – с Просвещенската философия и представа за света, които стоят в основата на отхвърлянето на суеверията и въздигане на значението на науката, тези философски течения възникват в Западна Европа през ХVІІІ в., водещата роля тук е на философи като Волтер, Русо и Монтескьо. В Българското възраждане се откриват белези на просвещението и в двата смисъла на думата (характерно за Просвещението като цяло е неговата специфичност на национална основа, то се развива различно в отделните страни и сред отделните нации, и по тази причина има все пак относително различни национални характеристики ), от една страна идеите на Просвещението се възприемат в България и определят представите на възрожденските просветители за света и тяхната дейност, от друга страна това е развитието на образованието, на книжнината и книгопечатането, както и появата на периодичния печат като важна част от възрожденските процеси.
Характерно за Българското възраждане е че основните му средища са извън териториите, населени предимно с българи. В началото те са в рамките на Османската империя – манастирите в Света гора и големите градове, на първо място Цариград. По-късно любознателни български младежи отиват да учат в чужбина (Русия, Гърция и другаде), където се свързват с български колонисти[необходимо е уточнение] от по-старо време и оформят нови центровете на духовен живот. Друг тип средища възникват на първо място в Румъния, където емигрантите вдъхват нова енергия на по-старите общности от българи, изселили се по време на войните или по икономически причини. Така се стига дотам, че през ХVІІІ и ХІХ в. голяма част от българската литература се създава не само в чужди държави, но и в чужда културна среда.
Стремежът към политическа независимост и изграждане на национална държава е част от един голям процес, обхванал Европа през ХIХ в. Той е свързан с идеите на Просвещението, завладели континента през ХVIII в., и с войните на Наполеон. В резултат на тези два фактора в големите империи (Османската, Хабсбургската, Руската, Наполеоновата, Британската) възникват движения, които се стремят да извоюват независимостта на различни народи, които се чувстват онеправдани от съществуващата държавна система. На Балканите този характерен за цяла Европа процес се проявява най-рано сред гърците, техният пример е последван от другите народи.
Оформянето на българската нация, изграждането на националната идентичност е един от най-важните резултати от обновителните процеси. Основния дебат, който води българското обществото през Възраждането, е свързан с оформянето на нацията и националното осъзнаване. В средата на XIX век (от началото на 40-те до края на 60-те години) той е съсредоточен около черковната борба и изграждането на независима българска църква, както и около развитието на просветата. През 70-те години, особено в емигрантските вестници, акцентът пада върху извоюването на политическа независимост. Пряко свързано с изграждането на националната идентичност е бурното развитие на историографията, филологическите изследвания и интереса към фолклора, които са много характерни за епохата. Трудовете на историци, филолози и фолклористи предлагат на българите, особено на учениците и на по-образованите читатели, необходимите опори и аргументи за изграждане на ново национално съзнание и ново самочувствие. Литературата играе важна роля в изграждането на националната идентичност, тъй като тя въздейства върху чувствата и мислите на читателите, предлага образи на герои, чийто пример трябва да бъде следван, разказва за важни събития от миналото и съвременността. Сходни функции изпълняват и другите изкуства – театър, живопис, музика.
Подобно на Ренесанса, и Българското възраждане е свързано с радикална промяна в сферата на изкуството, включително и на литературата. В хода на тези промени възниква както новата литература, така и съвременната представа за литература. Изгражда се нова жанровата система на литературата, която в най-общи линии се запазва. От една страна житието, похвалното слово и другите средновековни жанрове постепенно губят своята актуалност. От друга страна през епохата на Възраждането за първи път се появяват на български език повестта и разказът, различните разновидности на стихотворението (ода, елегия, балада), драмата и комедията, в широките граници на периода се изковават и изразните средства на романа – жанровете, в които се осъществява литературата днес. Ясно се забелязват промените и в тематиката, а и новите идеи на българската литература от ХІХ в.
Представена в най-общи линии литературата на Българското възраждане може да бъде разделена на три основни и относително синхронни успоредни потока, между които има и преходни явления. Първият е естествено развитие на по-старите форми – писани и устни, книжовни и фолклорни. Преводите, а по-късно и побългаряването, образуват втория поток. Неговото развитие достига до по-усложнени, което не означава по-ценни от гледище на националната култура художествени резултати, до по-разгърната жанрова система.
Един от най-интересните от теоретична гледна точка проблеми от развитието на българската литература е възникването на оригиналната поезия, белетристика, драматургия. Началото на поезията е през 40-те години и се свързва с поемата „Стоян и Рада“ на Н. Геров, с първите стихове на Д. Чинтулов и другите ученици в Одеса. В края на 50-те и началото на 60-те години в средата на българските студенти в Москва (В. Попович, одеският семинарист В. Друмев, Л. Каравелов, Р. Жинзифов) възникват и се налагат оригиналната белетристика. По същество при сходни обстоятелства в края на 50-те и през 60-те години възникват и първите драматургични творби (Теодосий Икономов, Д. Войников). В една или друга степен първите образци са близки до някои чужди модели, възприети както чрез преводната книжнина, така и чрез директно общуване с чуждите литератури. И същевременно предлагат свой осъзнат модел, противопоставен както на преводната книжнина, така и на „органичната“ линия.
Като правило първите възрожденски поети, белетристи и драматурзи са високо образовани чужди възпитаници, срещат се с чуждата литература на езика на страната, в която учат, и правят първите си опити в чужда среда, дори Л. Каравелов, В. Попович и Р. Жинзифов ги насочват към руския читател. Разбира се съществуват и изключения като П. Р. Славейков и Ил. Блъсков. Престоят в Русия, учението и въздействията, на които са изложени възрожденците там, се оказват катализаторът, който довежда до възникването на първите литературни опити преди аналогичният процес в органичната линия да бъде завършен. Желанието на първите поети и белетристи – руски възпитаници да се разграничат и дори да се противопоставят, да се оттласнат от предходната домашна книжнина и особено от преводната, е заявено недвусмислено в критическите им изказвания. От друга страна литературната творба не трябва да се различава в прекалено голяма степен от читателските очаквания. За да може да бъде възприета, тя трябва да носи елементи, сигнали, от познатата система. Това е една от причините за единството на еволюцията на преводната и оригиналната литература през Възраждането.
Няколко периодизационни проблема са пораждали спорове. Първият е за начало на Възраждането. Самите възрожденци са склонни да отнасят към 20-те и 30-те години на ХIХ в. Така мислят В. Априлов, Ю. Венелин, а и Г. Раковски. По-късно (М. Дринов и В. Друмев) началото е свързано с Паисиевата „История славянобългарска“, но насочването към по-ранни явления продължава. Б. Цонев, Хр. Гандев, донякъде Ив. Шишманов виждат първите му прояви в дамаскинарската книжнина от ХVIII в. Краят на Възраждането също поражда дискусии. Според Ив. Шишманов той трябва да се търси в 60-те години на ХIХ в., след това настъпва друг период (Каравелов, Ботев). Съществуват и „по-екзотичните“ идеи, които откриват края на Възраждането в 40-те години на ХХ в. и обединението на българските земи (М. Арнаудов) или дори с наши дни.
Постепенно се налага представата, че Освобождението (1878) завършва Възраждането. Това гледище се официализира с втория том на така наречената Академичната история на българската литература (1966), срещу която има сериозни възражения още при излизането ѝ. Тук водеща е идеята за доминирането на периодизацията на политическата история над културната и специфично литературната (базата определя надстройката) и тя продължава в очертаването на два основни периода, като границата отново е едно събитие от гражданската история – Кримската война (1853 – 1856). Този подход, който съчетава различни критерии и само отчасти се съобразява със специфичните процеси в литературата, има предимството на ясните граници и лесното съгласуване с цялостното разглеждане на българската политическа история. В резултат на бурни те дискусия през 70-те години на ХХ в. постепенно се наложиха нови (или се възстановиха стари) идеи, според тях Българското възраждане преминава през няколко периода. Трудно е да се определи началото на обновителните процеси. Те започват да се проявяват около началото на ХVІІІ в. (според някои през ХVII и дори ХVI в.), когато се забелязват първите признаци на новото в обществения живот. В книжнината от това време новото е преди всичко в навлизането на разговорния език и разширяването на дяла на светските текстове. Времето от началото на ХVІІІ в. до 20-те години на ХІХ в. се определя като преходен период или Ранно възраждане.
Вторият период, определян като школски или просветителски, обхваща 20-те и 30-те години на ХІХ в. За него е характерно бурното развитие на образованието и създаване на нови, светски учебни заведения, в които се преподава на български език и се въвежда изучаването на светска история и основите на естествените науки. Благодарение на многото новооткрити училища, сред които централно място заема Габровското, модерната просвета достига до много повече българи. През този период печатната книга се налага, като значителна част от изданията са учебници. Началото на школския период се свързва с излизането на така наречения „Рибен буквар“ (1824) на Петър Берон. Към развитието на просветата е насочена и дейността на Неофит Рилски, Васил Априлов и други, които продължават да работят и през следващите десетилетия. Въпреки че книжовниците от този период насочват усилията си на първо място към образованието, в произведенията им се откриват елементи на литературно творчество – диалози, отделни стихове, въвеждане на сюжети и художествени описания.
Следващият период, който започва към средата на 40-те години, е свързан със създаването на нова литература. През това време възниква новобългарската поезия, белетристика и драматургия, развиват се периодичния печат и литературната критика. Някои изследователи отделят 70-те години в самостоятелен период, който наричат Зряло възраждане. Границата е свързана с придобиването на църковна независимост през 1870 г. и появата на освободителното движение. През този период работят Константин Фотинов, Иван Богоров, Найден Геров, Добри Чинтулов, Петко Славейков, Георги Раковски, Васил Друмев, Любен Каравелов и др. Почти всички от тях продължават да пишат и през 70-те години, когато се разгръща творчеството на Христо Ботев, който публикува първия си опити в края на 60-те години.
Освобождението на България (1878) г. и появата на новата държава с нейните институции решително променя всичко в българското общество. И все пак през 80-те години, когато се разгръща литературната дейност на Иван Вазов, Захари Стоянов и др., продължават процесите, характерни за Възраждането, и затова изследователите свързват първото десетилетие от литература на свободна България преди всичко с епохата на Възраждането.
Новите явления в литературата се свързват с кръга „Мисъл“ и началото на 90-те години на ХІХ в. Като отделно явление някои изследвачи разглеждат литература на българите, останали под владичество. По същество това не е период, а относително обособено явление, по-скоро на географски, отколкото на хронологически принцип. То не е добре изследвана, характеризира се с продължаването на възрожденските традиции. Пишещите се преместват в княжеството и Източна Румелия; в Македония и Одринска Тракия се развива преди всичко просвета.

##### Автори
- Неофит Бозвели
- Христо Ботев
- Илия Блъсков
- Рашко Блъсков
- Добри Войников
- Софроний Врачански
- Спиридон Габровски
- Найден Геров
- Анастас Гранитски
- Васил Друмев
- Христофор Жефарович
- Райко Жинзифов
- Партений Зографски
- Атанас Илиев
- Найден Йованович
- поп Йовчо
- Любен Каравелов
- Никола Касапски
- Пандели Кисимов
- Захари Княжески
- Стоян Кованлъшки
- Никола Козлев
- Ради Колесов
- Гаврил Кръстевич
- Йоаким Кърчовски
- Манол Лазаров
- Константин Миладинов
- Светослав Миларов-Сапунов
- Димитър Мутев
- Елена Мутева
- Никола Начов
- Юрдан Ненов
- Петър Оджаков
- Христаки Павлович
- Димитър Паничков
- Тодор Пеев
- Кирил Пейчинович
- Ботьо Петков
- Константин Петкович
- Георги Пешаков
- Никола Пиколо
- Параскев Пиперов
- Кръстьо Пишурка
- Васил Попович
- Онуфрий Попович Хилендарски
- Райно Попович
- Димитър Попски
- Матей Преображенски
- Григор Пърличев
- Ангел Пюскюллиев
- Георги Раковски
- Пенчо Радев
- Сава Радулов
- Неофит Рилски
- Петър Сапунов
- Иван Селимински
- Панайот Семерджиев
- Филип Симидов
- Теодосий Синаитски
- Петър Сребров
- Станка Николица-Спасо-Еленина
- Стефан Стамболов
- Каранфила Стефанова
- Васил Стоянов
- Иван Стоянов-Мерданчанин
- Паисий Хилендарски
- Добри Чинтулов
- Петко Р. Славейков
- Димитър Тошкович
- Киро Тулешков
- Сава Филаретов
- Димитър Фингов
- Константин Фотинов
- Антон Франгя
- Тодор Хаджистанчев
- Илия Христович
- Тодор Хрулев
- Васил Чолаков
- Тодор Шишков

#### От Освобождението до края на Първата световна война (1878 – 1918)

##### Автори
- Мара Белчева
- Димитър Бояджиев
- Иван Вазов
- Константин Величков
- Михалаки Георгиев
- Цани Гинчев
- Димчо Дебелянов
- Иван Йончев
- Алеко Константинов
- Николай Лилиев
- Стоян Михайловски
- Елин Пелин
- Емануил Попдимитров
- Николай Райнов
- Пенчо П. Славейков
- Захари Стоянов
- Антон Страшимиров
- Петко Тодоров
- Теодор Траянов
- Кирил Христов
- Цанко Церковски
- Пейо Яворов
- Христо Ясенов

#### Между двете световни войни
През периода се открояват двамата поети Смирненски и Гео Милев с тяхните описания, съответно, на социалната несправедливост Смирненски
Ний (Ний всички сме деца на майката земя,/.../Край нас се вие бич, над нас тежи хомот/и робския закон на жълтия метал;) и Пролетарий
(В полунощ пред заключени двери, аз стоя непризван, непознат, В беломраморни охолни зали, лъкатушат светлинни вълни -, несмутени от робски печали,
веселят се мъже и жени. [всред] мрачен разкош/... всечасно през блясъка чуден/се оглежда настръхнала нощ.) и Гео Милев в описанието му на бунта срещу нея [из] мътни вади/ливади/нивя...изпокъсани/кални/гладни/навъсени/гневни/.../- без рози/и песни/.../на гърба с парцаливи торби/в ръцете - не с бляскави шпаги,/а с прости тояги,/.../се спуснаха всички отвред/.. /Септември. /...народ -/затъпен/унижен/из мрака тревожен/...въстана.

##### Автори
- Елисавета Багряна
- Никола Вапцаров
- Весела Василева
- Александър Вутимски
- Дора Габе
- Георги Георгиев
- Змей Горянин
- Атанас Далчев
- Стоян Загорчинов
- Йордан Йовков
- Ангел Каралийчев
- Константин Константинов
- Стефан Костов
- Николай Лилиев
- Гео Милев
- Светослав Минков
- Чавдар Мутафов
- Фани Попова-Мутафова
- Добри Немиров
- Елин Пелин
- Симеон Радев
- Асен Разцветников
- Георги Райчев
- Никола Ракитин
- Сирак Скитник
- Христо Смирненски
- Людмил Стоянов
- Антон Страшимиров
- Рачо Стоянов
- Никола Фурнаджиев
- Веселин Ханчев
- Чудомир

#### След Втората световна война

##### Автори
- Божидар Божилов
- Евстати Бурнаски
- Иван Бориславов
- Пенка Ватова
- Павел Вежинов
- Методи Бежански (детска литература)
- Найден Вълчев
- Дора Габе
- Константин Денчев
- Блага Димитрова
- Александър Геров
- Димитър Димов
- Ваня Петкова
- Антон Донев
- Петя Дубарова
- Николай Искъров
- Екатерина Йосифова
- Здравко Кисьов
- Роман Кисьов
- Николай Кънчев (писател)
- Весела Люцканова
- Цветан Марангозов
- Георги Марков
- Леда Милева
- Вера Мутафчиева (исторически романи)
- Крум Велков
- Миглена Николчина (до 1989 – фантастика)
- Константин Павлов
- Валери Петров
- Йордан Радичков
- Ивайло Петров
- Радой Ралин
- Живка Симова
- Даниел Смиловски
- Мария Станкова
- Емилиян Станев
- Генчо Стоев
- Доротея Табакова
- Димитър Талев
- Дамян Дамянов
- Христо Фотев
- Николай Хайтов
- Веселин Ханчев
- Борис Христов (писател)
- Стефан Цанев
- Тома Бинчев
- Чавдар Ценов
- Божидар Чеков
- Чудомир

#### След 1989

##### Автори
Тук са изброени автори, които стават известни след 1989 (или променят значително стила си), макар че в някои случаи може да са писали и преди това.
- Андрей Кулев
- Бойко Пенчев
- Виргиния Захариева
- Владимир Зарев
- Георги Господинов
- Добромир Славчев
- Деньо Денев
- Едвин Сугарев
- Емилия Дворянова
- Златомир Златанов
- Иван Г. Илиев
- Илко Димитров
- Коста Иванов
- Кристин Юрукова
- Кръстю Пастухов
- Милен Русков
- Леа Коен
- Любен Дилов-син
- Людмил Тодоров
- Мария Липискова
- Мария Станкова
- Мартин Карбовски
- Миглена Николчина
- Нели Садовска
- Петко Бочаров
- Пламен Антов
- Пламен Дойнов
- Румен Баросов
- Силвия Чолева
- Теодора Димова

Постмодернисти
- Стефан Кисьов
- Марин Бодаков
- Йордан Ефтимов
- Алек Попов
- Явор Константинов

## Българска литературна критика

### Изследователи и критици
Списък на основните литературни критици на българска литература.
- Николай Аретов
- Пламен Дойнов
- Никола Георгиев
- Ангел Игов
- Светлозар Игов
- Пантелей Зарев
- Боян Пенев
- Бойко Пенчев
- Димитър Камбуров
- Милена Кирова
- Михаил Неделчев
- Миглена Николчина
- Валери Стефанов
- Владимир Трендафилов
- Албена Хранова
- Милена Цанева
- Здравко Чолаков

### Антологии
- Само за теб (Българска женска любовна лирика), сб., изд. Персей, 2009

#### Речници
- Речник по българската литература (ч. 1 и 2), колектив, изд. Хермес, 1999
- Елка Трайкова и др., Речник по българска литература, Т.1 – 3, БАН, издаден през периода 1976 – 1982

Речник на имената в българската литература, според някои е „пристрастен“, тъй като бидейки писан от научни работници от Института по литература към БАН е твърде много фокусиран върху писателите, свързани с института.
- Елка Трайкова, Магдалена Шишкова и др., Речник по нова българска литература (1878 – 1992), изд. Хемус, 1994
- Симеон Янев, Малък речник на българската литература, изд. СемаРШ, 2004

Всички значителни творци на новата българска литература от Паисий Хилендарски до Йордан Радичков и Пеньо Пенев; подреден по азбучен ред на собствените имена.